# افرای ایوانف
افرای ایوانف (نام علمی: Acer ivanofense) نام یک گونه از سرده افرا است.